# جوزيف جان
جوزيف جان هو قاضي وسياسي كندي، ولد في 7 فبراير 1890 في كندا، وتوفي في 18 يوليو 1973. حزبياً، نشط في الحزب الليبرالي الكندي. وقد انتخب عضو مجلس العموم الكندي.